# Araneus strandiellus
Araneus strandiellus este o specie de păianjeni din genul Araneus, familia Araneidae, descrisă de Charitonov, 1951. Conform Catalogue of Life specia Araneus strandiellus nu are subspecii cunoscute.